# Malinowka (Kaliningrad, Bagrationowsk)
Malinowka (Малиновка, deutsch Glauthienen) war ein Ort in der russischen Oblast Kaliningrad (Gebiet Königsberg (Preußen)). Seine Ortsstelle gehört zum Munizipalkreis Rajon Bagrationowsk (Stadtkreis Preußisch Eylau).

## Geographische Lage
Malinowka liegt im südlichen Westen der Oblast Kaliningrad, 21 Kilometer nordwestlich der früheren Kreis- und heutigen Rajonshauptstadt Bagrationowsk (deutsch Preußisch Eylau).

## Geschichte
Das einstige Globothin bestand aus einem Gut und ein paar Höfen, 600 Meter nordöstlich des Dorfzentrums befand sich ein Krug. Vor 1785 nannte man den Ort Glautienen und änderte dann bis 1947 die Schreibweise in Glauthienen.
Der Gutsbezirk Glauthienen kam im Jahre 1874 zum neu errichteten Amtsbezirk Moritten (russisch Oktjabrskoje) im ostpreußischen Kreis Preußisch Eylau. 1910 zählte das Gutsdorf – eingeschlossen der Wohnplatz Steinhof (russisch Wolschskoje) – 170 Einwohner.
Am 30. September 1928 veränderte der Gutsbezirk Glauthienen seines Status in eine Landgemeinde, als er sich mit dem Nachbarort Wilmsdorf (russisch Pugatschowo) zusammenschloss. Die Einwohnerzahl der auf diese Weise neu formierten Gemeinde belief sich 1933 auf 266 und 1939 auf 248.
1945 wurde in Kriegsfolge das gesamte nördliche Ostpreußen an die Sowjetunion abgetreten. Noch bis 1947 behielt Glauthienen seine deutsche Namensform, wurde erst dann in „Malinowka“ umbenannt. Im gleichen Jahr kam der Ort zum Perwomaiski selski Sowet (Dorfsowjet Perwomaiskoje, deutsch Kavern), wurde aber bereits Anfang der 1950er Jahre in den Puschkinski selski Sowet (Dorfsowjet Puschkino, deutsch Posmahlen) umgegliedert. Eine Neubesiedlung des Ortes fand nicht mehr statt, er galt bereits lange vor 1975 als verlassen und damit untergegangen. Seine Ortsstelle liegt im Bereich des Munizipalkreises Rajon Bagrationowsk (Stadtkreis Preußisch Eylau) in der Oblast Kaliningrad (Gebiet Königsberg (Preußen)) der Russischen Föderation.

## Religion
Bis 1945 war Glauthienen mit Steinhof in die evangelische Kirche Kreuzburg in der Kirchenprovinz Ostpreußen der Kirche der Altpreußischen Union, außerdem in die römisch-katholische Kirche Preußisch Eylau im  damaligen Bistum Ermland eingepfarrt.

## Verkehr
Die nicht mehr wirklich wahrnehmbare Ortsstelle von Glauthienen resp. Malinowka liegt an einer Nebenstraße, die Slawskoje (Kreuzburg) mit Mitschurino (Korschellen) an der Kommunalstraße 27K-089 und Kornewo (Zinten) verbindet.